# Río Mataje
Río Mataje är ett vattendrag i Colombia, på gränsen till Ecuador. Det ligger i den västra delen av landet, 600 km sydväst om huvudstaden Bogotá.